# WTA Finals 2015 – ženská dvouhra
Soutěže ženské dvouhry na Turnaji mistryň 2015 v Singapuru se účastnilo osm nejlepších tenistek v klasifikaci žebříčku WTA Race. Trojnásobnou obhájkyní titulu byla americká světová jednička a pětinásobná vítězka podniku Serena Williamsová, která však předčasně ukončila sezónu a na turnaji nestartuje.
Rozlosování singlové soutěže proběhlo v pátek 23. října ve 20 hodin místního času.
Vítězná Agnieszka Radwańská se stala první šampionkou Turnaje mistryň s pouze jednou výhrou v základní skupině a první Polkou, jež na této akci triumfovala. Jednalo se o její nejcennější titul dosavadní kariéry.
Poprvé v kariéře do turnaje zasáhly Španělka Garbiñe Muguruzaová, Italka Flavia Pennettaová a Češka Lucie Šafářová. Český tenis tak měl premiérově od Turnaje mistryň 1993 na závěrečné události roku dvě zástupkyně, když před dvaceti dvěma lety startovaly v newyorské Madison Square Garden osmá hráčka žebříčku Jana Novotná a dvanáctá Helena Suková. Tehdy se ovšem soutěže účastnilo šestnáct hráček.

## Vyřazovací fáze

### Semifinále
V singapurském semifinále skončily obě suverénky základních skupin. Španělská světová trojka Garbiñe Muguruzaová vypadla s málo chybující Polkou Agnieszku Radwańskou po těsném třísetovém dramatu.
Jeden ze svých nejlepších výkonů roku pak předvedla Petra Kvitová, jež do vyřazovací fáze pronikla až díky závěrečné dvousetové výhře Šafářové nad Kerberovou. Mezi poslední čtveřicí narazila na Rusku Marii Šarapovovou, s níž měla pasivní bilanci vzájemných duelů 2–6. Hrál se rychlý a útočný tenis s převahou kratších výměn. Klíčový okamžik úvodní sady přišel za stavu 3–3, kdy Češka podruhé prolomila soupeřce podání. Po potvrzeném brejku a vedení 5–3 odebrala Rusce servis potřetí. Za 41 minut tak vyhrála 6–3. Dominantní nástup do druhého setu však předvedla sibiřská rodačka, která se ujala vedení 5–1 na gamy. Kvitová přesto dokázala průběh otočit. V deváté hře nejdříve odvrátila na podání setbol a sérií pěti her se ujala vedení 6–5. O její výhře rozhodl tiebreak, v němž si vypracovala vedení 6:3. Následně dokázala proměnit první mečbol. Po zápase trvajícím 1:49 hodin uvedla: „Jsem ještě trošku v šoku z toho, že jsem ve finále. Z toho se musím vzpamatovat.“

### Finále
Šampionka z roku 2011 Kvitová nastupovala do finále proti Polce Radwańské s kladnou vzájemnou bilancí zápasů 6–2, ovšem na Turnaji mistryň jejich poměr činil 2–2. Premiérově do finále postoupily dvě tenistky, jež v základní fázi vyhrály jen jednou. Polská hráčka se díky dobré formě v podzimní asijské části, kdy vyhrála dva turnaje, pojistila účast na závěrečné události roku. Předfinálový poměr výher a proher na turnaji byl u Kvitové 17–5 (77,3 % výher), zatímco bilance Radwańské činila 16–7 (69,6 % výher). Finanční odměna za postup do této fáze oběma zajistila, že každá z nich překročila hranici 20 milionů dolarů výdělku (před duelem jim patřila 12. a 13. příčka historických statistik).
V úvodní sadě dominovala Polka s minimem nevynucených chyb a dobrým pohybem po dvorci. Kvitová hrála nepřesně a snaha o nátlakové pojetí byla neúčinná. Po 33 minutách set ztratila poměrem 2–6. Stejný vývoj měl i začátek druhého dějství, kdy polská tenistka odskočila do vedení 3–1. Bilance nevynucených chyb v daném již činila 26–1 v neprospěch Kvitové. Bílovecká rodačka přesto dokázala zpřesnit hru a nesnažila se výměny rychle ukončovat. Na dvorci začala soupeřku přehrávat a po výhře 6–4 si vynutila rozhodující sadu. Vstoupila do ni vedením 2–0 na gamy, aby následoval další zvrat a v důsledku dalších chyb ztráta tří her v řadě. Po srovnání na 3–3 však protihráčka získala rozhodující brejk. Vedení 4–3 potvrdila vítězným servisem. Podávají Češka si v posledním gamu připsala 52. a 53. nevynucenou chybu. Polka jich za celý zápas vytvořila jen pět. Závěrečný forhend Kvitové skončil na pásce. Utkání tak ztratila výsledkem 2–6, 6–4 a 3–6.
Agnieszka Radwańská se stala první vítězkou Turnaje mistryň s pouze jednou výhrou v základní skupině (formátu hraného od 2003) i první Polkou, jež na této akci triumfovala. Jednalo se o její nejcennější titul dosavadní kariéry. Poslední vítězkou před ní bez grandslamové trofeje byla v roce 2005 Amélie Mauresmová. V následném vydání žebříčku WTA přeskočila Kvitovou a sezónu zakončila na 5. místě, Češka pak na 6. příčce.

## Nasazení hráček
1. Simona Halepová (základní skupina, 370 bodů, 304 000 USD)
2. Garbiñe Muguruzaová (semifinále, 690 bodů, 650 000 USD)
3. Maria Šarapovová (semifinále, 690 bodů, 650 000 USD)
4. Petra Kvitová (finále, 730 bodů, 894 000 USD)
5. Agnieszka Radwańská (vítězka, 1 180 bodů, 2 094 000 USD)
6. Angelique Kerberová (základní skupina, 370 bodů, 304 000 USD)
7. Flavia Pennettaová (základní skupina, 370 bodů, 304 000 USD)
8. Lucie Šafářová (základní skupina, 370 bodů, 304 000 USD)

## Náhradnice
1. Timea Bacsinszká (nenastoupila, 0 bodů, 68 000 USD)
2. Venus Williamsová (nenastoupila, 0 bodů, 68 000 USD)

## Soutěž
| Legenda                                                       |                                                                        |                                                   |
| - Q – kvalifikant - WC – divoká karta - LL – šťastný poražený | - Alt – náhradník - SE – zvláštní výjimka - PR/SR – žebříčková ochrana | - w/o – bez boje - r – skreč - d – diskvalifikace |

### Finálová fáze
|  | Semifinále | Semifinále          | Semifinále          | Semifinále | Semifinále |   |                     | Finále | Finále | Finále | Finále | Finále |
|  |            |                     |                     |            |            |   |                     |        |        |        |        |        |
|  | 3          | Maria Šarapovová    | 3                   | 63         |            |   |                     |        |        |        |        |        |
|  | 4          | Petra Kvitová       | 6                   | 7          |            |   |                     |        |        |        |        |        |
|  | 4          | Petra Kvitová       | 6                   | 7          |            | 4 | Petra Kvitová       | 2      | 6      | 3      |        |        |
|  |            |                     |                     |            |            | 4 | Petra Kvitová       | 2      | 6      | 3      |        |        |
|  |            | 5                   | Agnieszka Radwańská | 6          | 4          | 6 |                     |        |        |        |        |        |
|  | 2          | 5                   | Agnieszka Radwańská | 6          | 4          | 6 | Garbiñe Muguruzaová | 7      | 3      | 5      |        |        |
|  | 2          |                     |                     |            |            |   | Garbiñe Muguruzaová | 7      | 3      | 5      |        |        |
|  | 5          | Agnieszka Radwańská | 65                  | 6          | 7          |   |                     |        |        |        |        |        |

### Červená skupina
|    |                     | Halepová      | Šarapovová    | Radwańská     | Pennettaová   | Zápasy       | Sety         | Hry            | Pořadí |
| 1. | Simona Halepová     |               | 4–6, 4–6      | 6–7(5–7), 1–6 | 6–0, 6–3      | 1–2 (33,3 %) | 2–4 (33,3 %) | 27–28 (49,1 %) | 3.     |
| 3. | Maria Šarapovová    | 6–4, 6–4      |               | 4–6, 6–3, 6–4 | 7–5, 6–1      | 3–0 (100 %)  | 6–1 (85,7 %) | 41–27 (60,3 %) | 1.     |
| 5. | Agnieszka Radwańská | 7–6(7–5), 6–1 | 6–4, 3–6, 4–6 |               | 6–7(5–7), 4–6 | 1–2 (33,3 %) | 3–4 (42,9 %) | 36–36 (50 %)   | 2.     |
| 7. | Flavia Pennettaová  | 0–6, 3–6      | 5–7, 1–6      | 7–6(7–5), 6–4 |               | 1–2 (33,3 %) | 2–4 (33,3 %) | 22–35 (38,6 %) | 4.     |

### Bílá skupina
|    |                     | Muguruzaová   | Kvitová       | Kerberová     | Šafářová      | Zápasy       | Sety         | Hry            | Pořadí |
| 2. | Garbiñe Muguruzaová |               | 6–4, 4–6, 7–5 | 6–4, 6–4      | 6–3, 7–6(7–4) | 3–0 (100 %)  | 6–1 (85,7 %) | 42–32 (56,8 %) | 1.     |
| 4. | Petra Kvitová       | 4–6, 6–4, 5–7 |               | 2–6, 6–7(3–7) | 7–5, 7–5      | 1–2 (33,3 %) | 3–4 (42,9 %) | 37–40 (48,1 %) | 2.     |
| 6. | Angelique Kerberová | 4–6, 4–6      | 6–2, 7–6(7–3) |               | 4–6, 3–6      | 1–2 (33,3 %) | 2–4 (33,3 %) | 28–32 (46,7 %) | 4.     |
| 8. | Lucie Šafářová      | 3–6, 6–7(4–7) | 5–7, 5–7      | 6–4, 6–3      |               | 1–2 (33,3 %) | 2–4 (33,3 %) | 31–34 (47,7 %) | 3.     |